# Stadion Čornomorec
Stadion Čornomorec (ukr. Cтадіон Чoрноморець) je naziv za višenamjenski stadion u ukrajinskom gradu Odesa. Kapaciteta je 34.164 gledatelja. Izgrađen je 1936. Uglavnom se koristi za nogomet.
Ovaj stadion je od 2004. do 2007. bio domaćin ukrajinskog Superkupa.